# Anticorpi anti-U1 RNP
Gli anticorpi anti-U1 RNP o semplicemente anti-RNP (anti-ribonucleoproteina) sono autoanticorpi diretti verso antigeni nucleari estraibili associati a numerose malattie autoimmuni, quali il lupus eritematoso sistemico, l'artrite reumatoide, la sclerodermia e, in particolare, la connettivite mista. In quest'ultima fa parte dei criteri diagnostici, quando rilevabile con un titolo superiore a 1:1600.
Gli anticorpi anti-RNP hanno come bersaglio il complesso U1-snRNP, costituente chiave dello spliceosoma, struttura deputata allo splicing dell'mRNA.
La loro presenza è associata alla presenza di manifestazioni psichiatriche sia nel lupus, sia nella connettivite mista.
Nel lupus sono presenti nel 20-50% dei pazienti. È stata inoltre identificata una reattività crociata tra i bersagli di questi anticorpi e degli anticorpi anti-Smith, che suggerisce l'ipotesi di comunanza sulla loro origine.